# Castillo nuevo de Manzanares el Real
El castillo nuevo de Manzanares el Real, conocido también como castillo de los Mendoza o, sencillamente,  como castillo de Manzanares el Real, es un palacio-fortaleza de origen bajomedieval que se encuentra en el municipio de Manzanares el Real (Madrid, España), al pie de la sierra de Guadarrama y junto al río Manzanares, que en ese tramo es retenido en el embalse de Santillana.
Edificado en el siglo XV sobre una iglesia románico-mudéjar, que quedó integrada dentro de la estructura, fue concebido como la residencia palaciega de la Casa de Mendoza, uno de los linajes más influyentes de Castilla durante la Baja Edad Media y el Renacimiento. Sustituyó a un castillo anterior, que estaba situado en un enclave cercano, propiedad igualmente de la citada familia.
En su construcción participó el arquitecto Juan Guas (1430-1496), quien utilizó trazas gótico isabelinas, con influencias hispano-musulmanas. Está considerado como el precedente del Palacio del Infantado (Guadalajara), obra clave de la arquitectura renacentista española, donde el citado autor dejó definido el prototipo palaciego del reinado de los Reyes Católicos.
Gracias a sucesivas restauraciones, presenta un excelente estado de conservación. Hasta su cierre al público, albergaba un centro de interpretación sobre el medievo, además de una colección de tapices, pinturas, armaduras y muebles de los siglos XVI a XIX. Fue declarado Monumento Histórico-Artístico en 1931. Es propiedad del Ducado del Infantado. Hasta enero de 2025, su administración y uso correspondía a la Dirección General de Turismo de la Comunidad de Madrid, que permitía su visita y la celebración de actos de carácter público e institucionales dentro del recinto.

## Historia

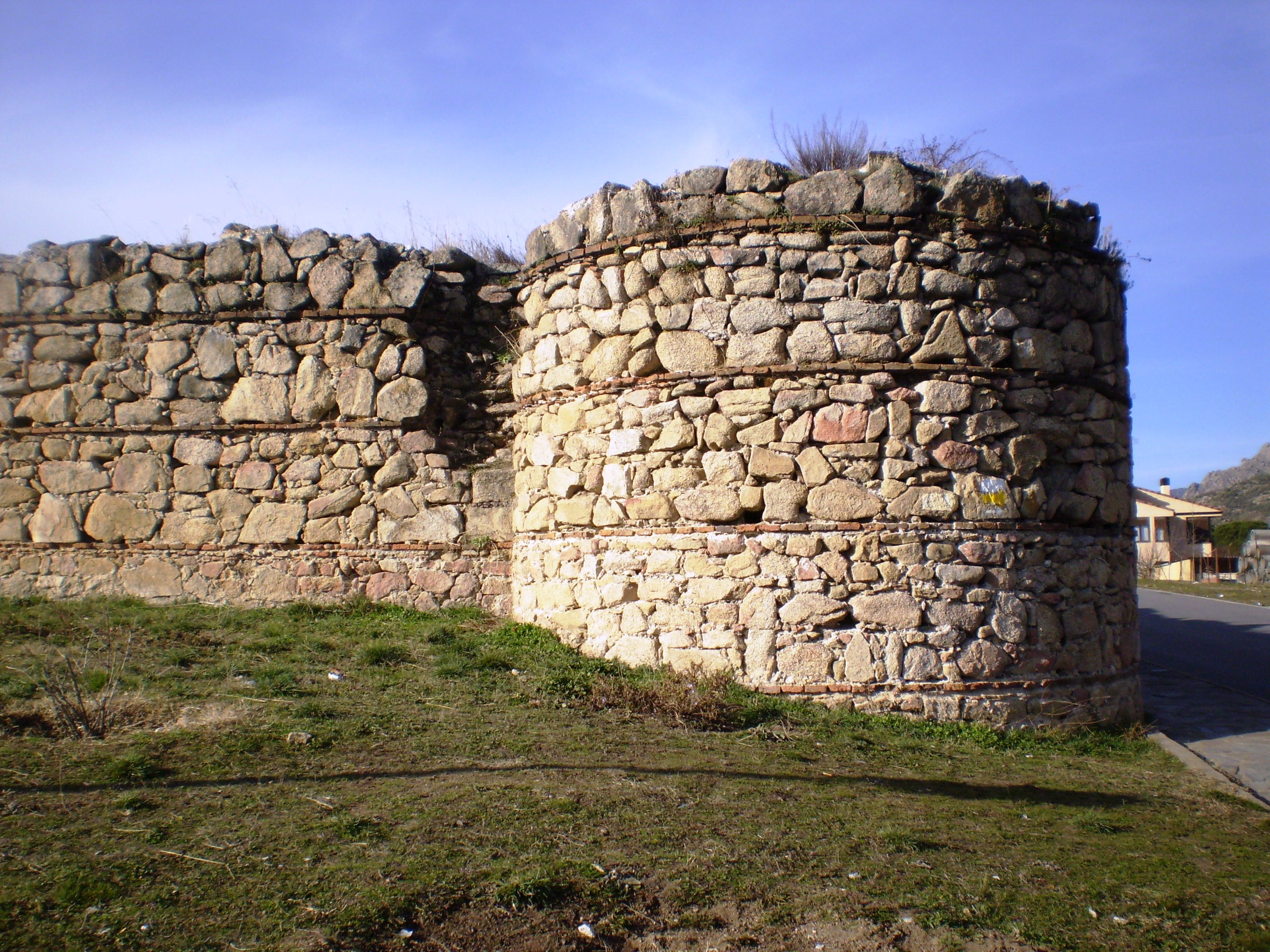
Restos del castillo viejo de Manzanares el Real

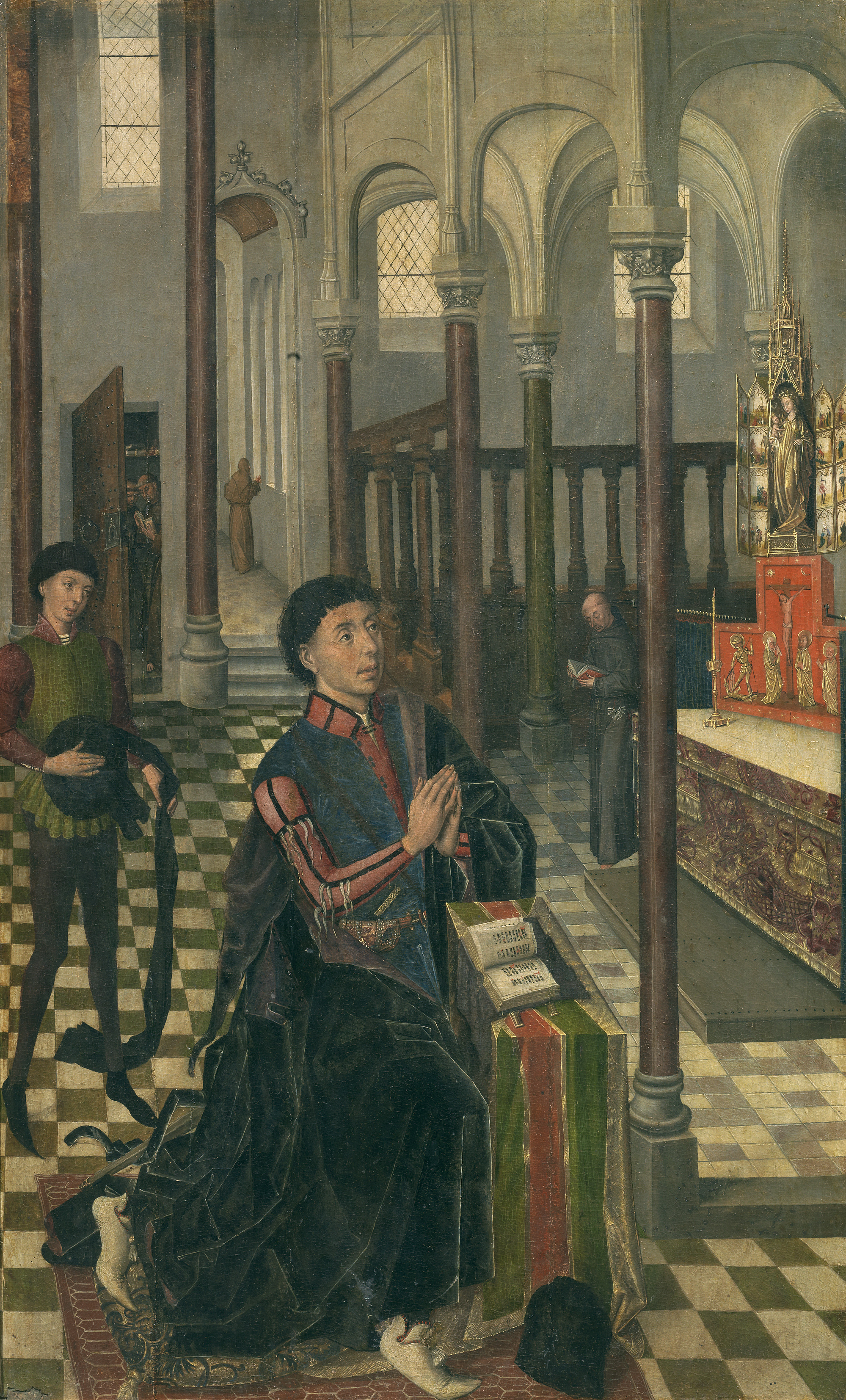
El I Duque del Infantado, del Maestro de Sopetrán (hacia 1470). Museo del Prado (Madrid). Diego Hurtado de Mendoza y de la Vega fue el promotor del castillo

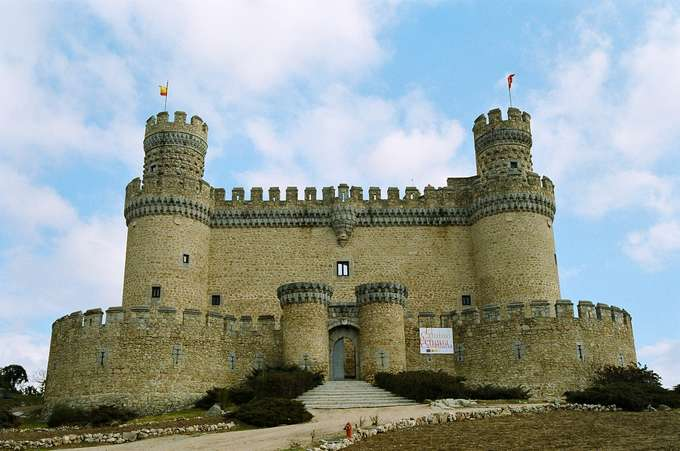
Fachada principal, al oeste

Las tierras que rodean el curso alto del río Manzanares, conocidas como El Real de Manzanares desde tiempos de Alfonso X el Sabio (1221-1284), fueron objeto de frecuentes disputas entre los distintos poderes surgidos tras la Reconquista, debido a su riqueza agropecuaria y forestal.
Las Comunidades de Villa y Tierra de Segovia y Madrid protagonizaron diferentes litigios a lo largo del siglo XIII, que fueron resueltos en el siglo XIV por el rey Juan I de Castilla (1358-1390) con la donación de la comarca a la Casa de Mendoza, a través de Pedro González de Mendoza (1340-1385), mayordomo del monarca.
Al hijo mayor de éste, Diego Hurtado de Mendoza (1367-1404), almirante mayor de Castilla, se le atribuye la construcción de una primera fortaleza en la zona, de la que se conservan unos restos, que reciben el nombre de castillo viejo de Manzanares el Real. En el último tercio del siglo XV, los Mendoza decidieron sustituirla por otra edificación, de mayores dimensiones y más lujosa, acorde con la notable influencia política y económica alcanzada por la familia.
La nueva residencia fue promovida por Diego Hurtado de Mendoza y de la Vega (1417-1479), nieto del almirante y primer duque del Infantado. Gracias a su testamento, se sabe que las obras ya estaban en marcha en junio de 1475:

Mando a la Iglesia de Santa María de la Nava, que está cabe el castillo que yo fago en la mi villa de Manzanares, siete mil maravedíes de juro de heredad, (...) para que los religiosos de dicha iglesia sean obligados á decir y digan perpetuamente una misa cada día por mi ánima (...) y por las ánimas de los difuntos que en aquella iglesia están y estarán sepultados.

Tras su fallecimiento, los trabajos quedaron paralizados durante un tiempo. Su hijo primogénito, Íñigo López de Mendoza y de la Vega (1438-1500), los retomó probablemente en 1480 y optó por modificar el proyecto original, con la incorporación de un nuevo cuerpo por la parte este, que aumentaba sensiblemente el espacio estancial. Asimismo, contrató los servicios de Juan Guas (1430-1496), arquitecto de los Reyes Católicos y autor del Palacio del Infantado (Guadalajara) y del Monasterio de San Juan de los Reyes (Toledo), para que homogeneizara y embelleciera el conjunto.
A Guas se deben los elementos gótico isabelinos del edificio, entre los que destacan la galería meridional, el patio porticado, los caballeros que rematan las torres angulares y la decoración tanto de la coronación como del saledizo del adarve.
Con respecto a la vieja fortaleza, la Casa de Mendoza decidió desmantelarla y abandonarla, no solo para reutilizar sus materiales de fábrica, sino también para impedir que pudiera caer en manos de los enemigos del linaje, habida cuenta su proximidad con el nuevo edificio.
En tiempos de Íñigo López de Mendoza y Pimentel (1493-1566), cuarto duque del Infantado, apenas un siglo después de ser concluido, el castillo de Manzanares el Real quedó prácticamente deshabitado, al centrarse la actividad del ducado en la ciudad de Guadalajara. La situación de abandono se agravó con su muerte, debido a que surgieron problemas económicos y pleitos entre los herederos de la Casa de Mendoza.
La propia Casa Ducal procedió a una primera restauración en 1914. Su artífice fue el arquitecto Vicente Lampérez y Romea (1861-1923), quien aplicó el método de la anastilosis y criterios historicistas en la reconstrucción de ciertas estructuras, como el patio porticado, que estaba completamente arruinado. En 1964 tuvo lugar una nueva intervención, esta vez costeada por la administración, que, bajo la dirección de José Manuel González Valcárcel, estuvo encaminada a la creación de un Museo de los Castillos.
En 1965, Íñigo de Arteaga y Falguera (1905-1997), decimoctavo duque del Infantado, cedió el uso del castillo a la desaparecida Diputación Provincial de Madrid, que prosiguió con las obras de consolidación y rehabilitación. Estos trabajos posibilitaron la apertura a la visita pública del monumento, a partir de 1977.
En 1982, el edificio acogió el acto de constitución de la Asamblea de Parlamentarios por Madrid, en el que fue presentada la ponencia redactora del proyecto de  Estatuto de Autonomía madrileño. Con la entrada en vigor del citado estatuto en 1983, el conjunto fue traspasado a la Comunidad de Madrid, tras asumir las competencias y bienes patrimoniales de la Diputación Provincial. El nuevo organismo también recibió una colección de diez tapices flamencos del siglo XVII, que decidió instalar en el interior de la fortaleza.
La Comunidad de Madrid volvió a actuar sobre el castillo en 2005, con el fin de implantar un nuevo proyecto museográfico y de aprovechamiento turístico. Este plan se completó en los años siguientes con la creación de un jardín de inspiración renacentista, inaugurado en 2013.

## Descripción

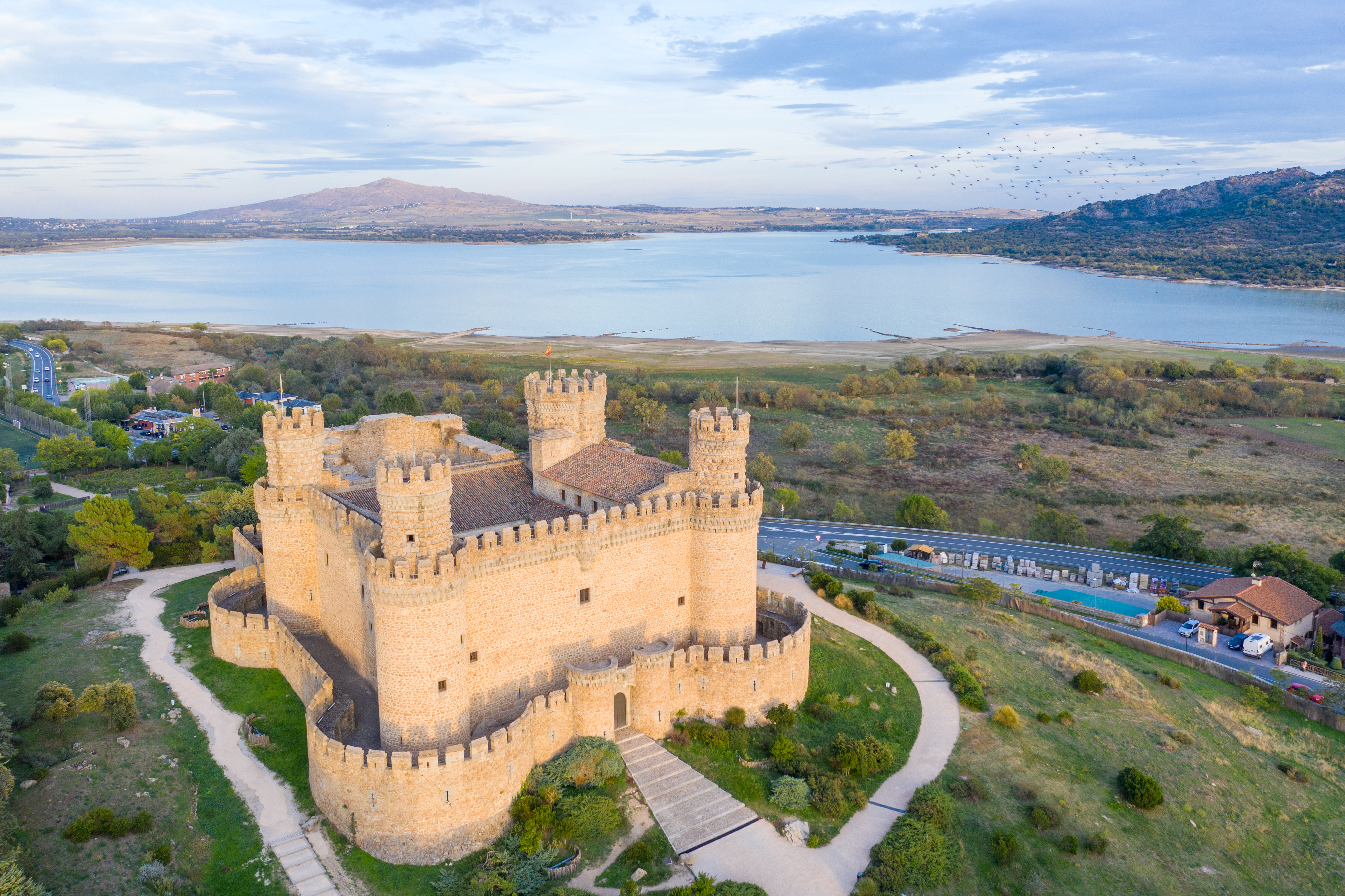
Vista aérea de la fortaleza con el embalse de Santillana en segundo plano

El castillo se realiza en el último tercio del siglo XV, en un momento en el que la construcción de fortalezas, con la Reconquista prácticamente finalizada y las casas nobiliarias plenamente asentadas, no obedece tanto a necesidades defensivas, como al afán de transmitir una imagen de riqueza y poder. Los elementos arquitectónicos típicos de las fortificaciones, tales como matacanes, merlones, aspilleras, fosos o barbacanas, se ponen al servicio de esta idea y quedan supeditados al concepto de mansión señorial, más acorde con las ideas prerrenacentistas de la época.
Dentro de este contexto, el castillo de Manzanares el Real se erige como la residencia palaciega de uno de los linajes más influyentes de la Castilla bajomedieval. Bajo la apariencia de una fortaleza, los Mendoza levantan un grandioso palacio, en el que prevalecen las inquietudes estéticas, como prueba el hecho de que contrataran al prestigioso arquitecto Juan Guas, sobre cualquier intención defensiva.
El resultado final es un conjunto que, desde la base de la arquitectura militar, hace suyas las premisas de la arquitectura palaciega, como el equilibrio de formas, la simetría de volúmenes y el gusto por lo decorativo. Además de estos rasgos, el castillo presenta algunas trazas de arquitectura religiosa, visibles en la capilla que aloja en su interior.

### Arquitectura militar

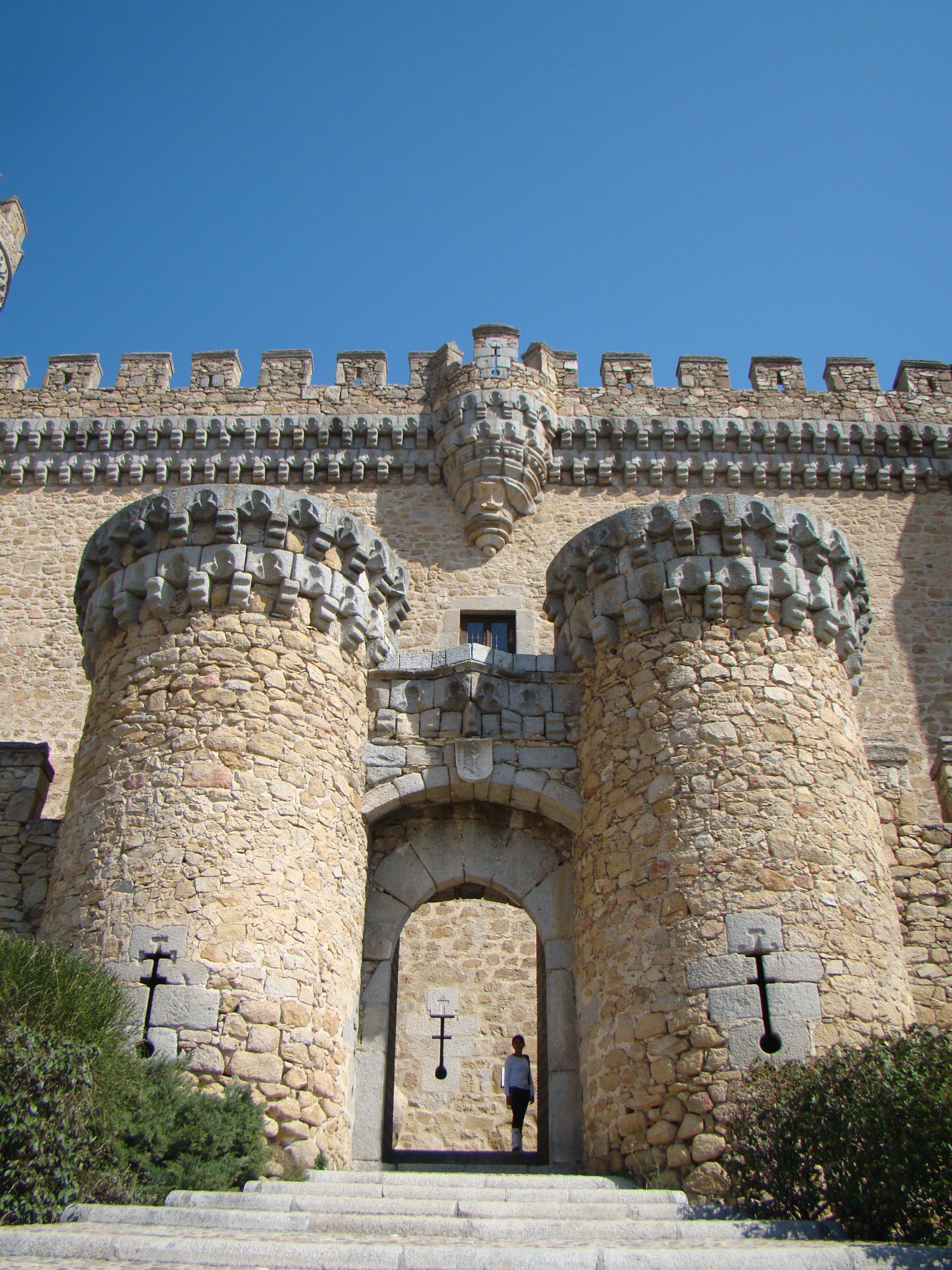
Torres de flanqueo en la entrada y molduras en el saledizo del adarve

El edificio toma el modelo de los castillos palaciegos de su tiempo y adopta una planta cuadrangular para su cuerpo principal (30 x 30 metros), al que se anexa un tramo recto por uno de sus lados. Está estructurado en seis alturas (planta baja, entreplanta primera, planta principal, entreplanta segunda, galería alta y galería de cubiertas), además de un sótano. En tres de sus esquinas se elevan torres cilíndricas, mientras que la restante, situada en el ángulo sureste, está presidida por una torre más alta y cuadrada (aunque con remate octogonal), a modo de torre del homenaje.
Alrededor del cuerpo principal se extiende una barbacana, formada por una barrera de unos cinco metros de altura, en la que se abren diferentes troneras o bocas de fuego, acondicionadas para desplegar la artillería. Llevan labradas la cruz del Santo Sepulcro de Jerusalén, por el título que gozó el cardenal Mendoza.
Otros recursos defensivos, propios de los recintos fortificados, son el foso (actualmente desmontado y en parte colmatado); la liza o pasillo defensivo, que se protege con una galería de tiro; el adarve realizado en saledizo (como reminiscencia del obstáculo existente en las fortalezas plenomedievales, con el que se dificultaba la escalada de posibles asaltantes); los caballeros levantados sobre las torres angulares; o la puerta exterior, dispuesta en la parte occidental y custodiada por dos torretas de flanqueo.

### Arquitectura palaciega

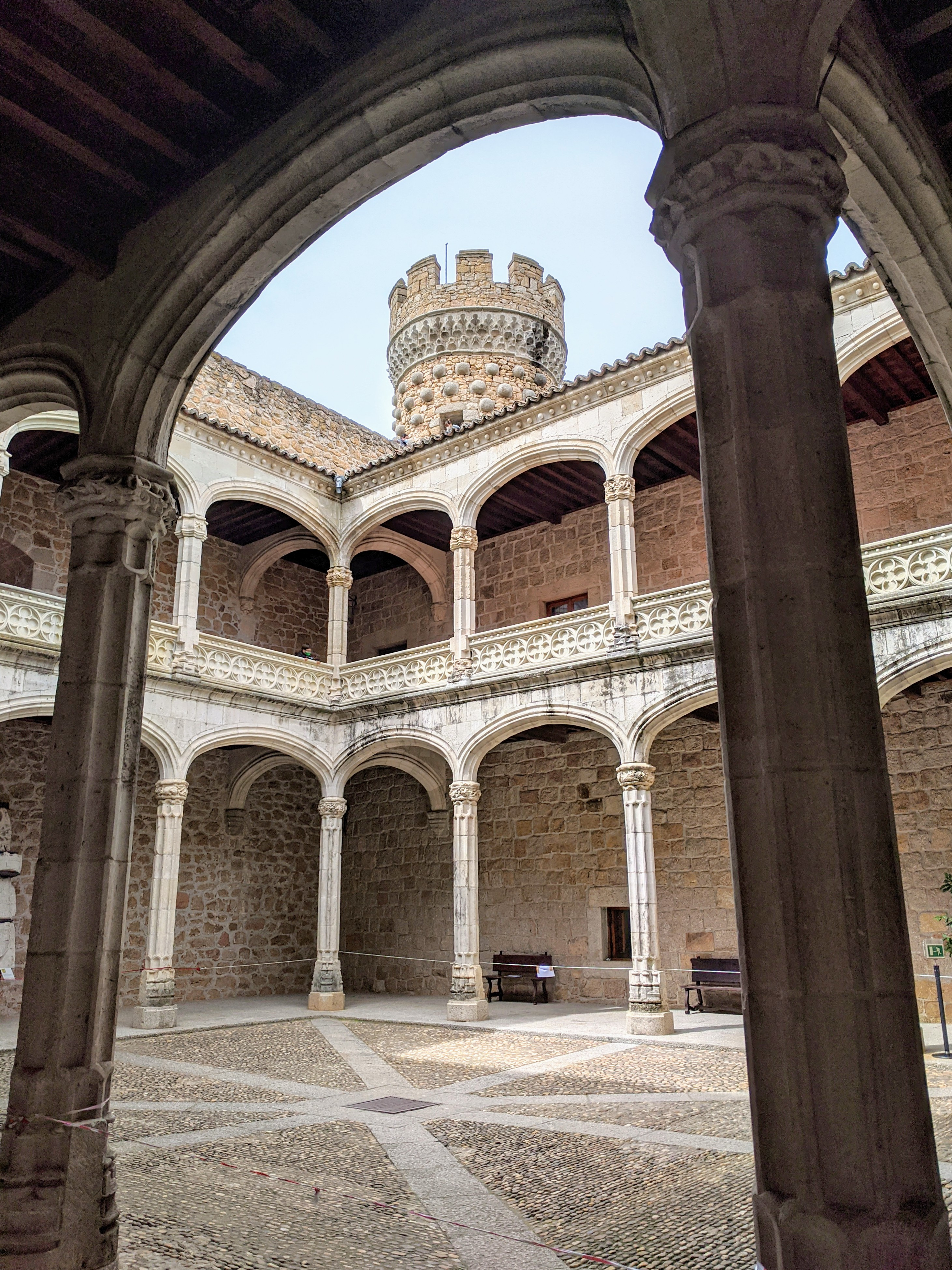
Patio porticado

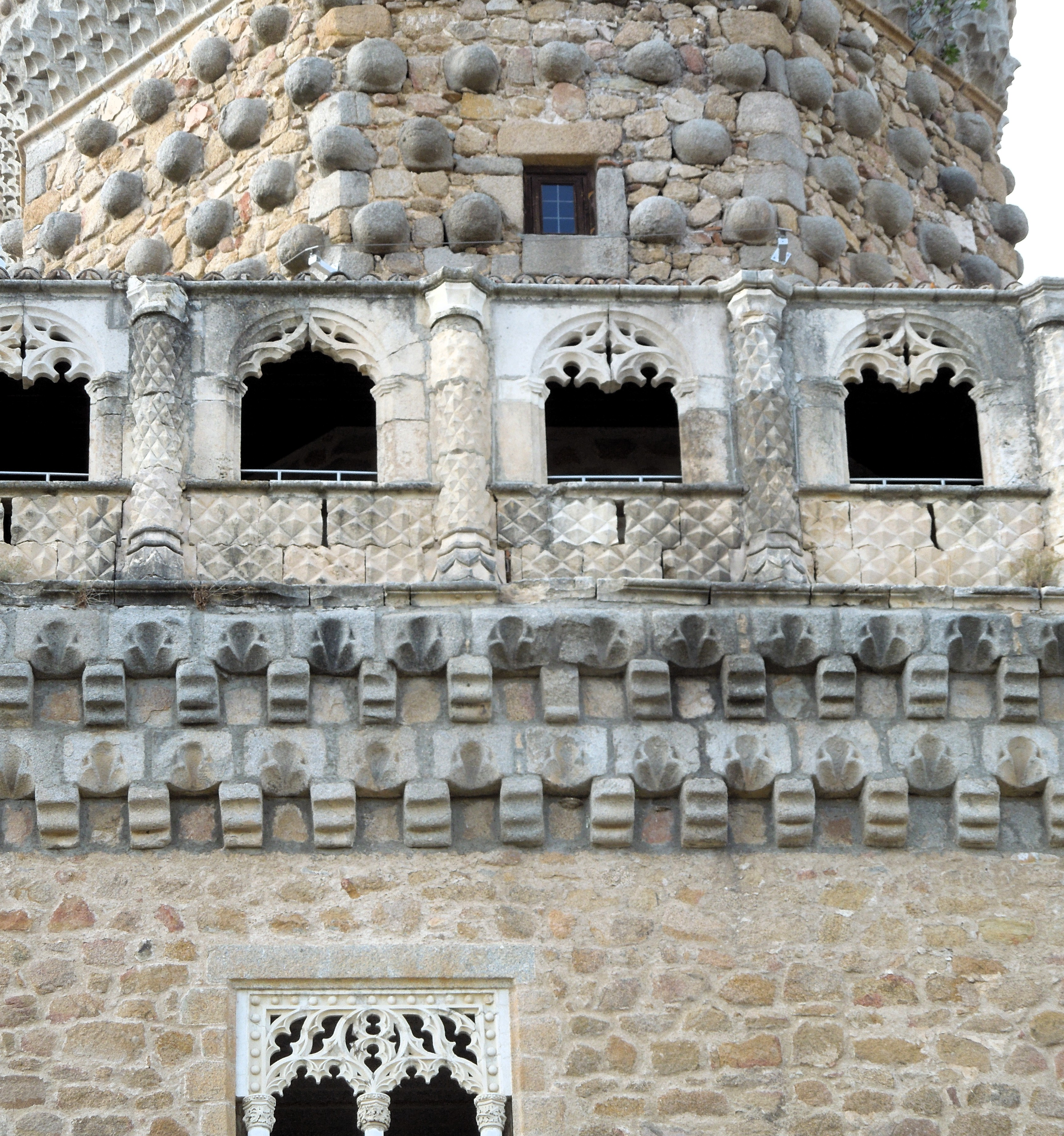
Galería de Juan Guas

A diferencia de la parte externa, de inconfundible fisonomía militar, el interior está concebido como un suntuoso palacio, con una sucesión de amplios salones, que se distribuyen en torno a un patio porticado, sustituto de los viejos patios de armas de las fortificaciones de siglos anteriores.
El patio es obra de Juan Guas, si bien fue reconstruido por completo a principios del siglo XX, según un proyecto del arquitecto y restaurador Vicente Lampérez. Se encuentra delimitado por un doble corredor con dos galerías superpuestas, soportadas en arcos carpaneles deprimidos, con fustes acanalados y capiteles octogonales, labrados con motivos florales y figurados. El corredor superior integra además una balaustrada adornada con rosetones, mientras que en el bajo fueron instalados tres escudos murales del siglo XVI, con las armas de los Mendoza, los Enríquez y los Álvarez de Toledo, todos ellos apellidos vinculados con el Ducado del Infantado.
Pero también el exterior reúne rasgos característicos de la arquitectura palaciega, que suavizan la rigidez de formas de las construcciones militares. Se trata de elementos puramente ornamentales, como las molduras que dan soporte al adarve o las bolas de las torres, aunque algunos de ellos también desarrollan una función recreativa.
Así sucede con la galería meridional, cuya disposición dominando el valle del río Manzanares indica la función contemplativa, a modo de gran mirador, con la que fue proyectada. Bautizada en el siglo XX con el nombre de Paseador o Galería de Juan Guas, en referencia a su autor, consiste en una logia de arcos rebajados, con tracerías dobles ojivales y lobuladas. Está considerada como una de las galerías más relevantes del estilo gótico isabelino.
Muchas de las fórmulas decorativas empleadas por Guas proceden de la tradición hispano-musulmana. Es el caso de la red de placas romboidales que sirve de apoyo a la galería meridional, inspirada en la sebka islámica; de los mocárabes que dan forma a las molduras del adarve, anteriormente citadas; o de los grandes rombos cuatrilobulados, hechos en cal, que enmarcan las bolas de piedra de las torres y que actualmente se encuentran muy difuminados.
Para diferentes investigadores, estos recursos fueron un ensayo de los utilizados posteriormente en el Palacio del Infantado, que Guas construyó en Guadalajara, igualmente por encargo de los Mendoza.

### Arquitectura religiosa

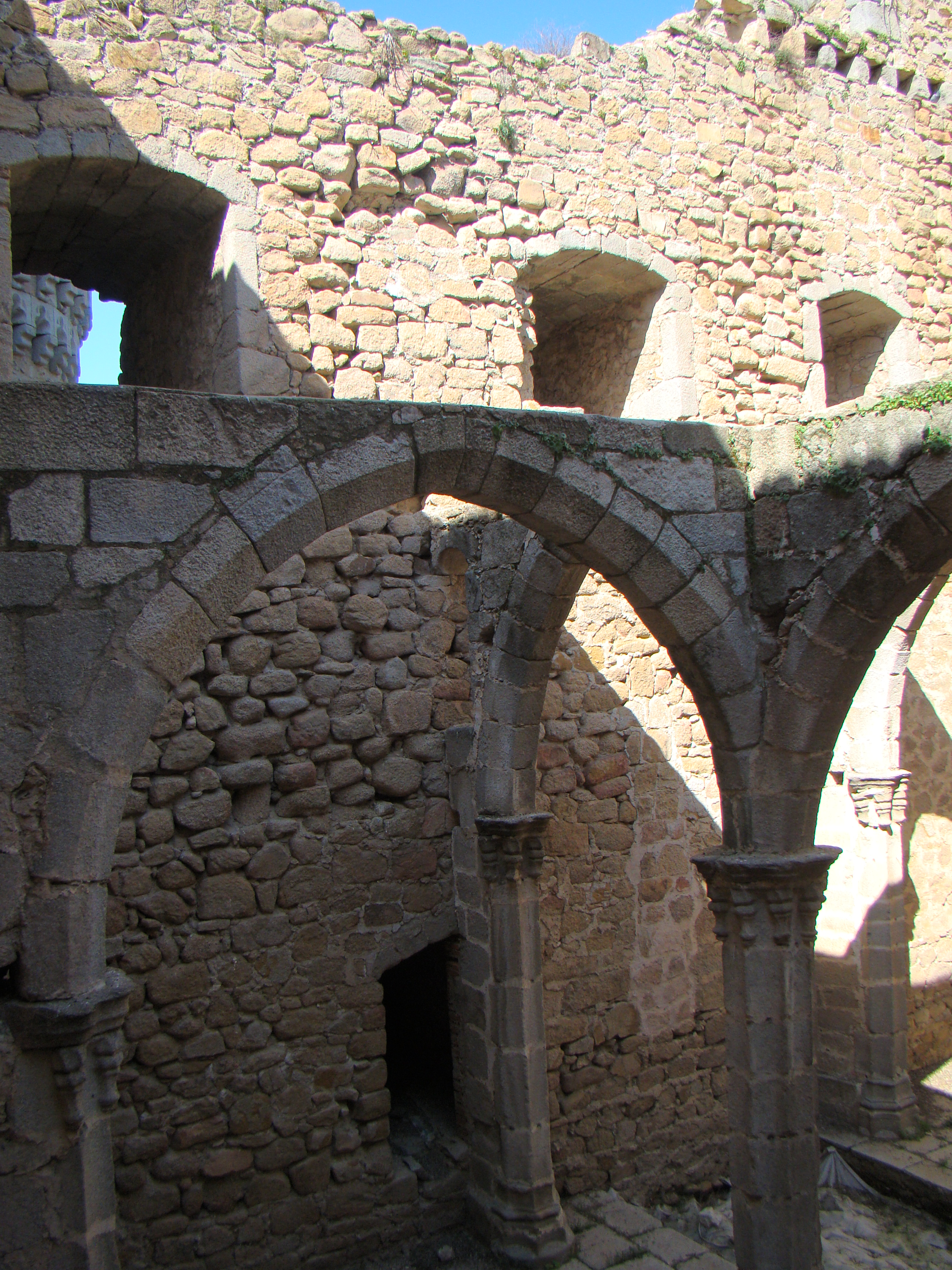
Restos góticos de la capilla

La capilla ocupa el nivel inferior del cuerpo oriental, el único tramo del castillo que no ha sido restaurado. Se conservan su ábside y arco presbiterial, ambos de estilo románico-mudéjar, correspondientes a la primitiva iglesia de Nuestra Señora de la Nava, del siglo XIII, sobre la que fue levantado el edificio. Además de estos elementos se mantiene en pie una arquería gótica de época posterior, a partir de la cual se configuran tres naves. Los arcos se soportan sobre pilares octogonales y son de medio punto al centro y apuntados a los lados.
Sobre la capilla había dispuestas varias plantas, hoy completamente derruidas, donde se distribuían diferentes dependencias, entre ellas la biblioteca.

### Materiales de fábrica
Con respecto a los materiales de construcción, la fábrica es de granito, una piedra muy abundante en la sierra de Guadarrama.  En algunas partes del edificio se emplea también la caliza, como así sucede en las galerías del patio porticado, además del ladrillo, visible en la antigua iglesia medieval.
En los muros se utiliza preferentemente la mampostería y el sillarejo, mientras que, en los elementos de mayor valor ornamental, como la portada, las aspilleras, la galería meridional o el propio patio, se hace uso de la sillería labrada.

### Contenido del castillo

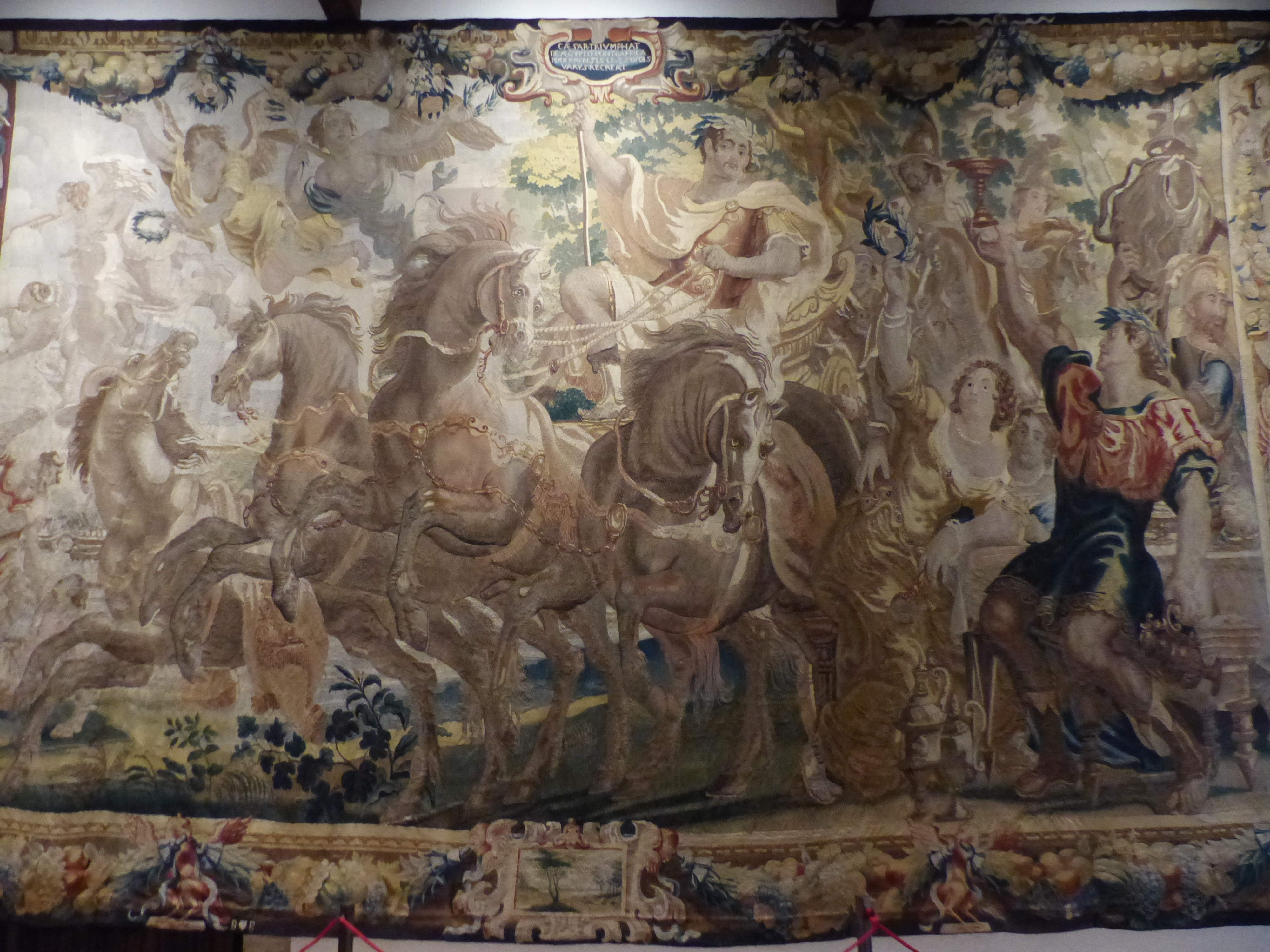
Uno de los tapices de la serie Vida de Julio César

El castillo de Manzanares el Real se encuentra musealizado a partir criterios historicistas, recogidos en el Plan Integral de Aprovechamiento Turístico que la Comunidad de Madrid puso en marcha en el año 2005. Sus dependencias albergan varias colecciones en depósito, integradas por piezas originales y réplicas, con las que se recrea e idealiza el ambiente palaciego de los siglos XVI a XVII. Las estancias acondicionadas son el zaguán, la Sala Santillana, la Sala del Infantado, el Estrado de Damas, la alcoba y el oratorio adosado a ésta.
En estas salas se exhiben pinturas, armaduras y muebles de los siglos XVI a XIX, además de diez tapices de origen flamenco, que fueron depositados por la desaparecida Diputación Provincial de Madrid, organismo al que pertenecían antes de su traspaso a la Comunidad de Madrid.
Considerados como los objetos de mayor valor histórico y artístico de la exposición, fueron hechos a mediados del siglo XVII en Bruselas. La serie más completa lleva por nombre Vida de Julio César y consta de cinco tejidos, firmados por Ian Van Leefdael y Gerardo Van der Strecken. De la serie La vida del hombre solamente se conservan dos obras, realizadas por Ian Francis y Franz Van den Hecke, sobre cartones de discípulos de Rubens, con posibilidad de participación del maestro. El décimo tapiz es de tema bíblico y se desconoce su título.

## Galería de imágenes

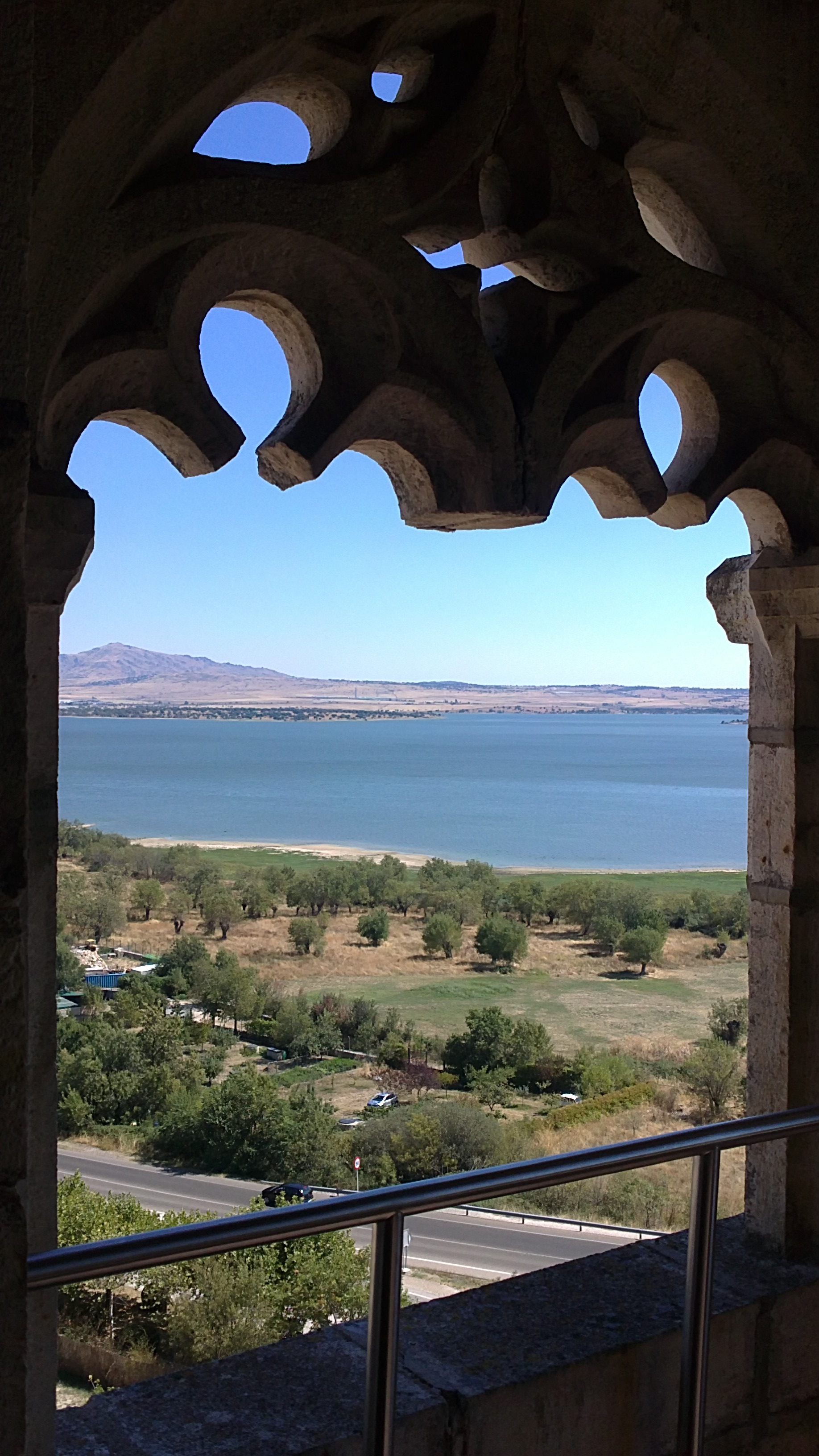
Galería.
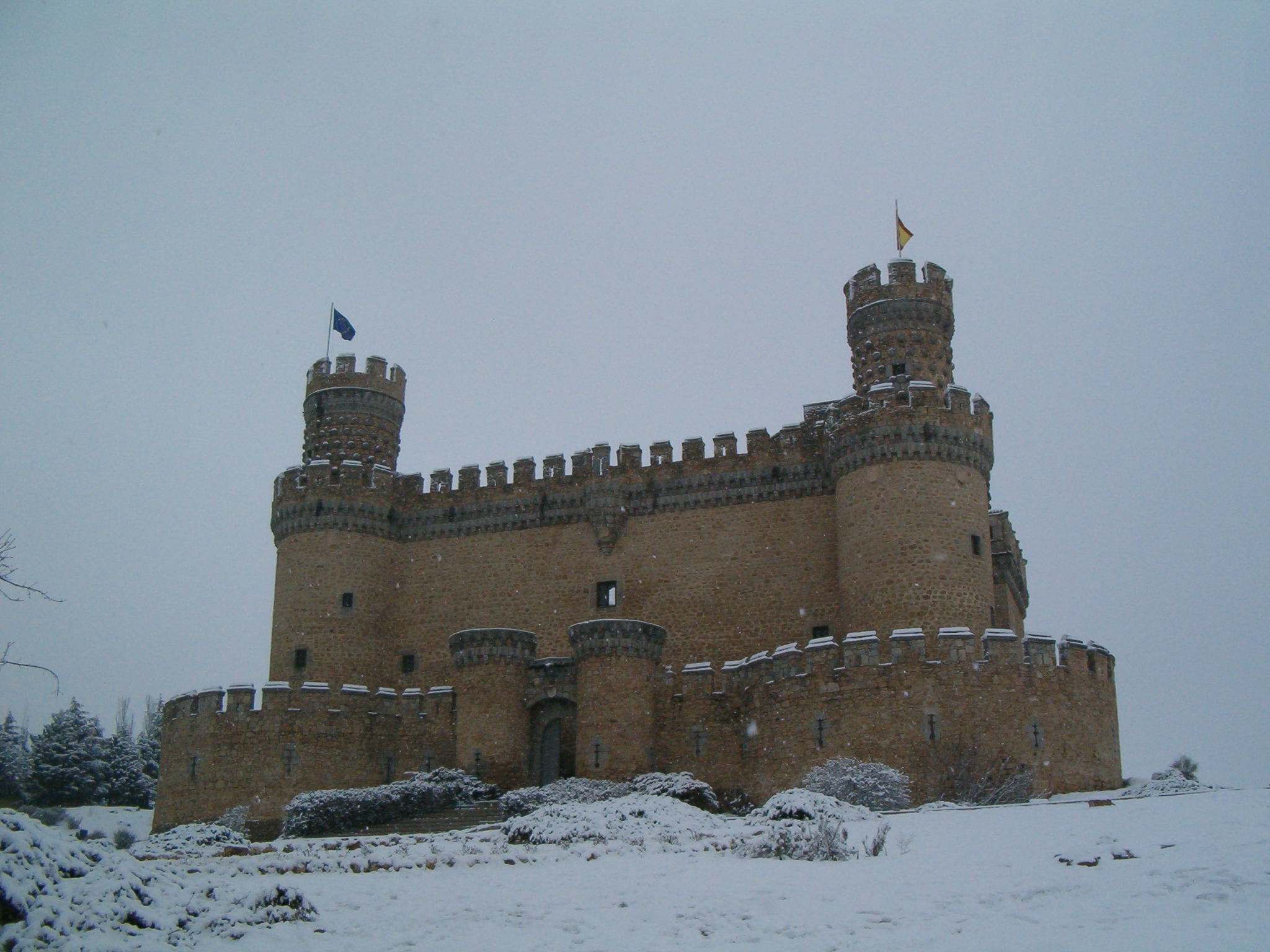
El castillo, nevado.
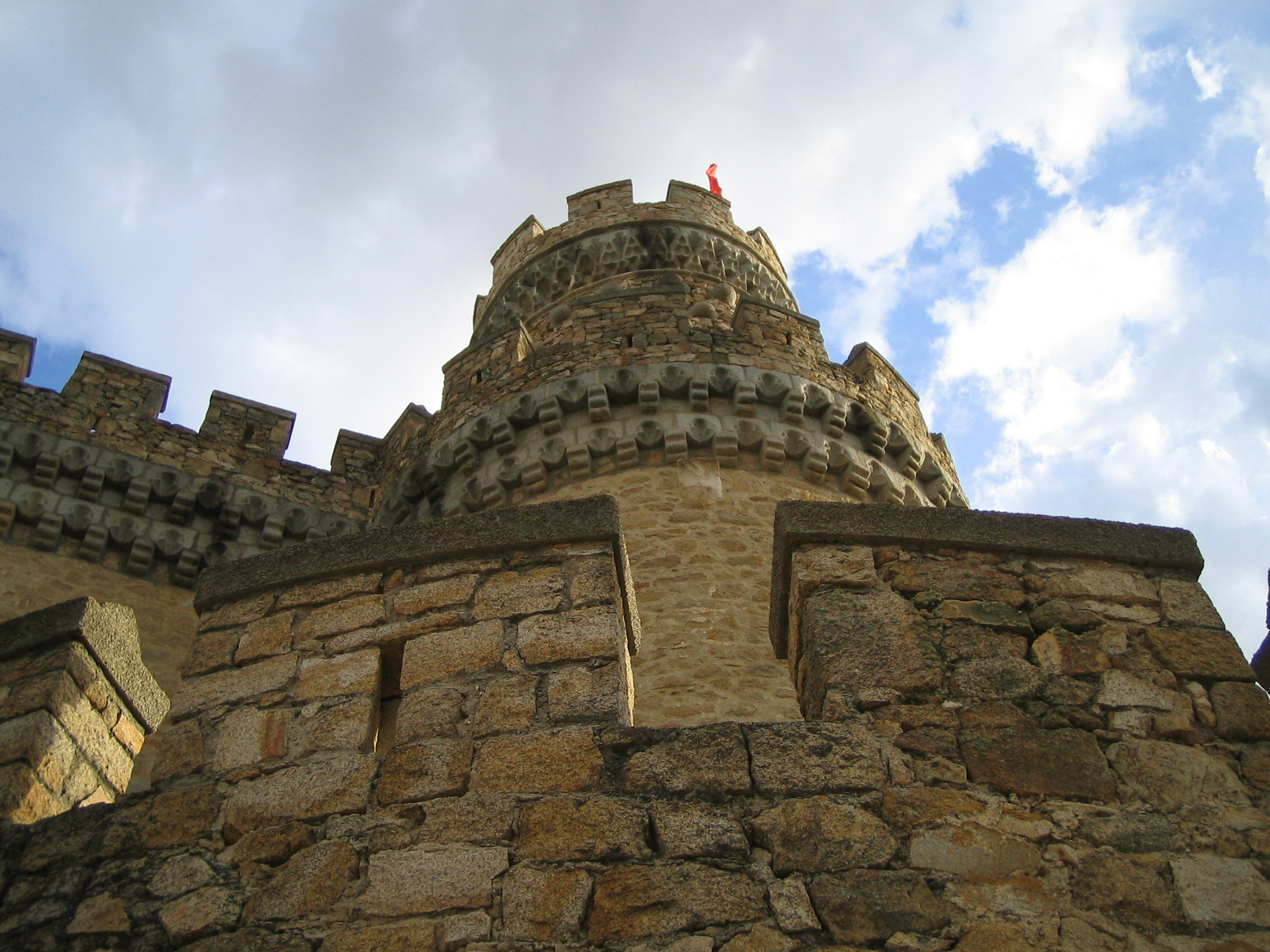
Torre angular.
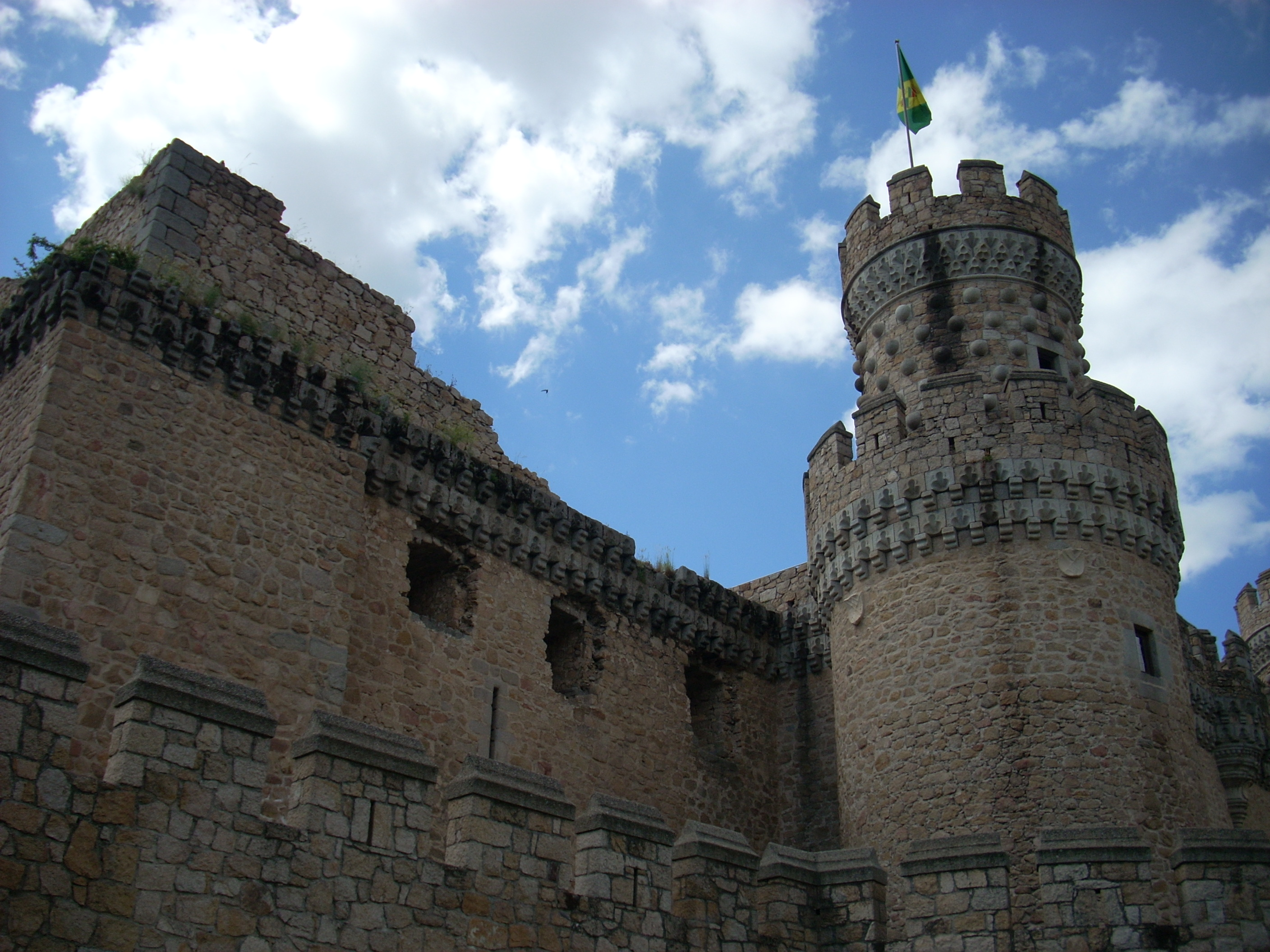
Tramo oriental.
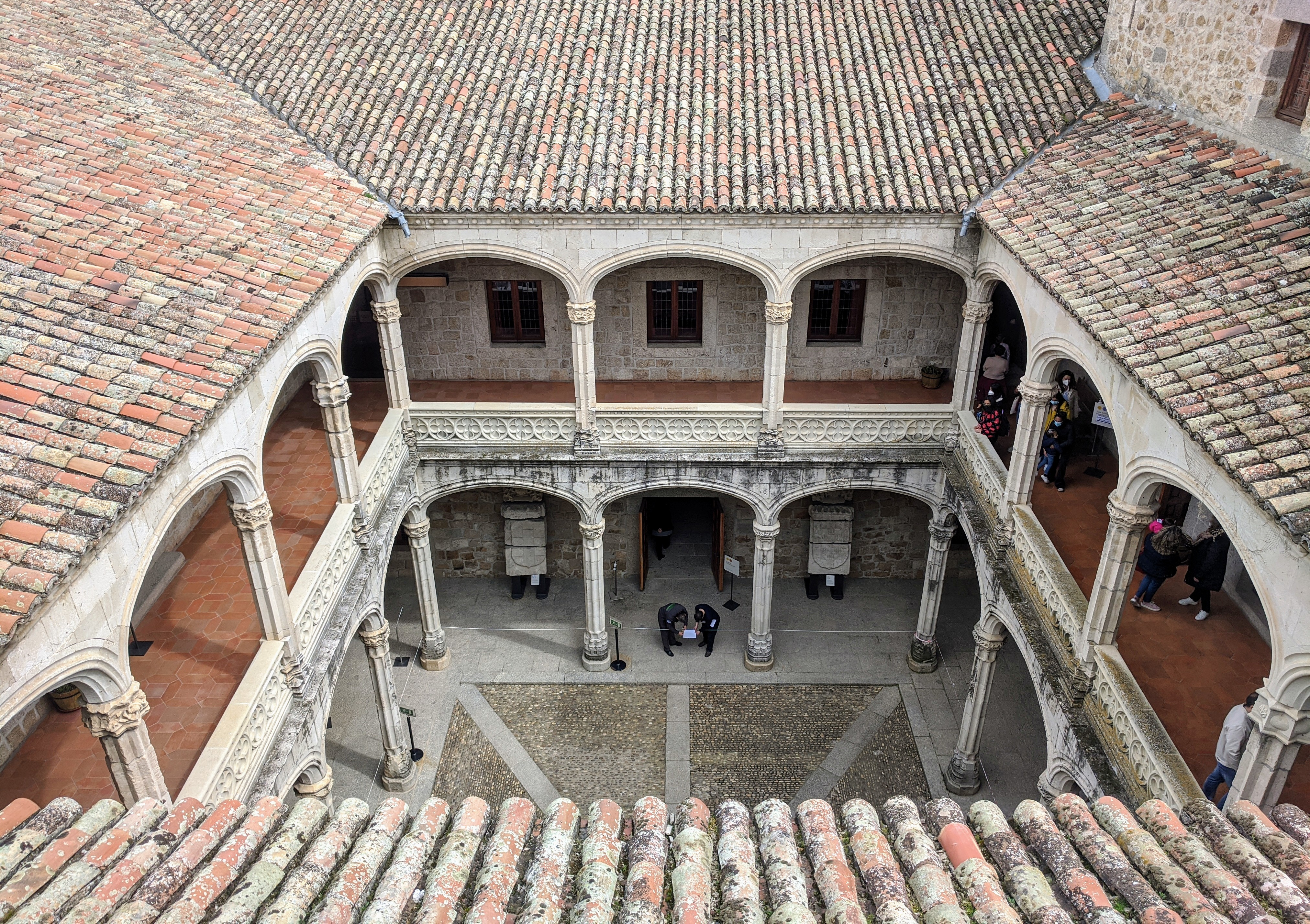
Patio porticado.
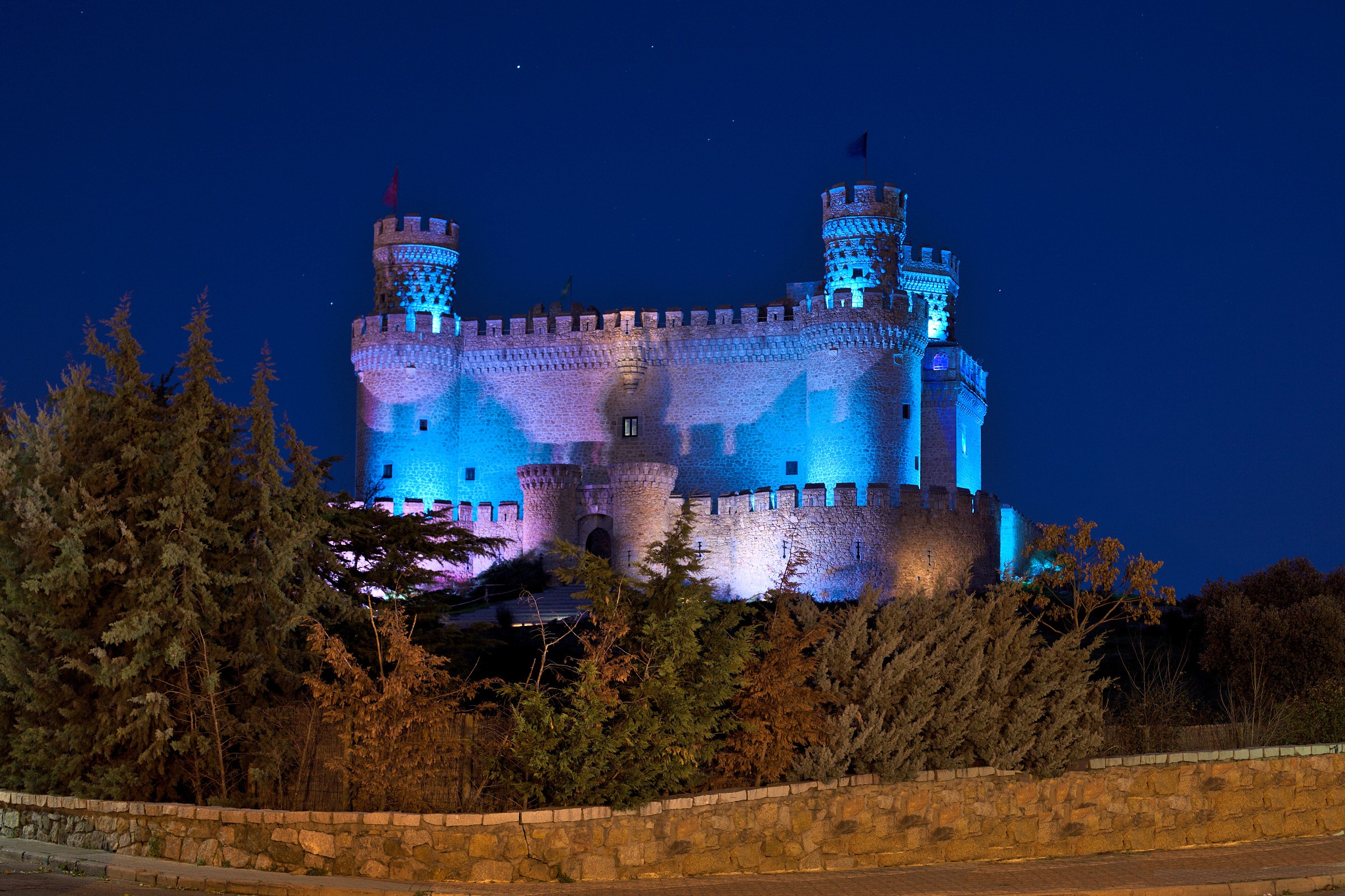
El castillo con iluminación nocturna.